# الكتنة (ساة)

تعديل مصدري - تعديل

الكتنة هي إحدى قرى عزلة ساه بمديرية ساة التابعة لمحافظة حضرموت، بلغ تعداد سكانها 299 نسمة حسب تعداد اليمن لعام 2004.